# Eadnoth, o Condestável
Eadnoth, o Condestável (morto em 1068), também conhecido como o Eadnoth, o Instalador, foi um fazendeiro anglo-saxão e camareiro de Eduardo, o Confessor e o rei Haroldo II. É mencionado no Domesday Book mantendo uma posse de trinta feudos em Devon, Dorset, Somerset e Wiltshire, antes da conquista normanda. Pode ter sido o mesmo homem como Eadnoth de Ugford, também conhecido como Alnoth. Foi morto em Bleadon em 1068, liderando uma força contra os dois filhos de Haroldo II, que tinham invadido Somerset. Seu filho Harding tornou-se supervisor xerife de Bristol, e um de seus netos era Roberto Fitzharding, o antepassado da família de Berkeley do Castelo de Berkeley.